# Combat Flight Simulator 2
Ne pas confondre avec Flight Simulator 2, jeu de simulation aéronautique de Microsoft
Combat Flight Simulator 2 est un simulateur de vol de combat développé et édité par Microsoft en 2000 sous Windows. C'est le second volet de la série de jeux débutée en 1998.

## Système de jeu
Le jeu permet de replonger au cœur de l'histoire mondiale et de piloter des avions de guerre au-dessus du Pacifique sud.
Le jeu prend place durant la Seconde Guerre mondiale, les batailles de Midway et Guadalcanal sont restituées, et le joueur doit y participer au travers de diverses missions de combat.

## Réception critique
- « Une simulation de vol précise et très fine, bien plus que CFS1 » [1]
- « Les modélisations des avions et des véhicules (sont) toutes superbes » [1]
- « Les appareils pilotés, quoique peu nombreux, sont intéressants » [1]

## Publicité
La publicité du jeu a été portée par le slogan « Entrez dans la légende de la guerre du Pacifique ».